# Dolní Čermná
Dolní Čermná [ˈdɔlɲiː ˈtʃɛrmnaː] (deutsch Niedertscherma, 1939–1945 auch Böhmisch Rothwasser) ist eine Minderstadt in Tschechien. Sie liegt acht Kilometer nördlich von Landskron am Fuß des Adlergebirges in einer Höhe von 398 bis 528 m. ü. M.

## Geschichte

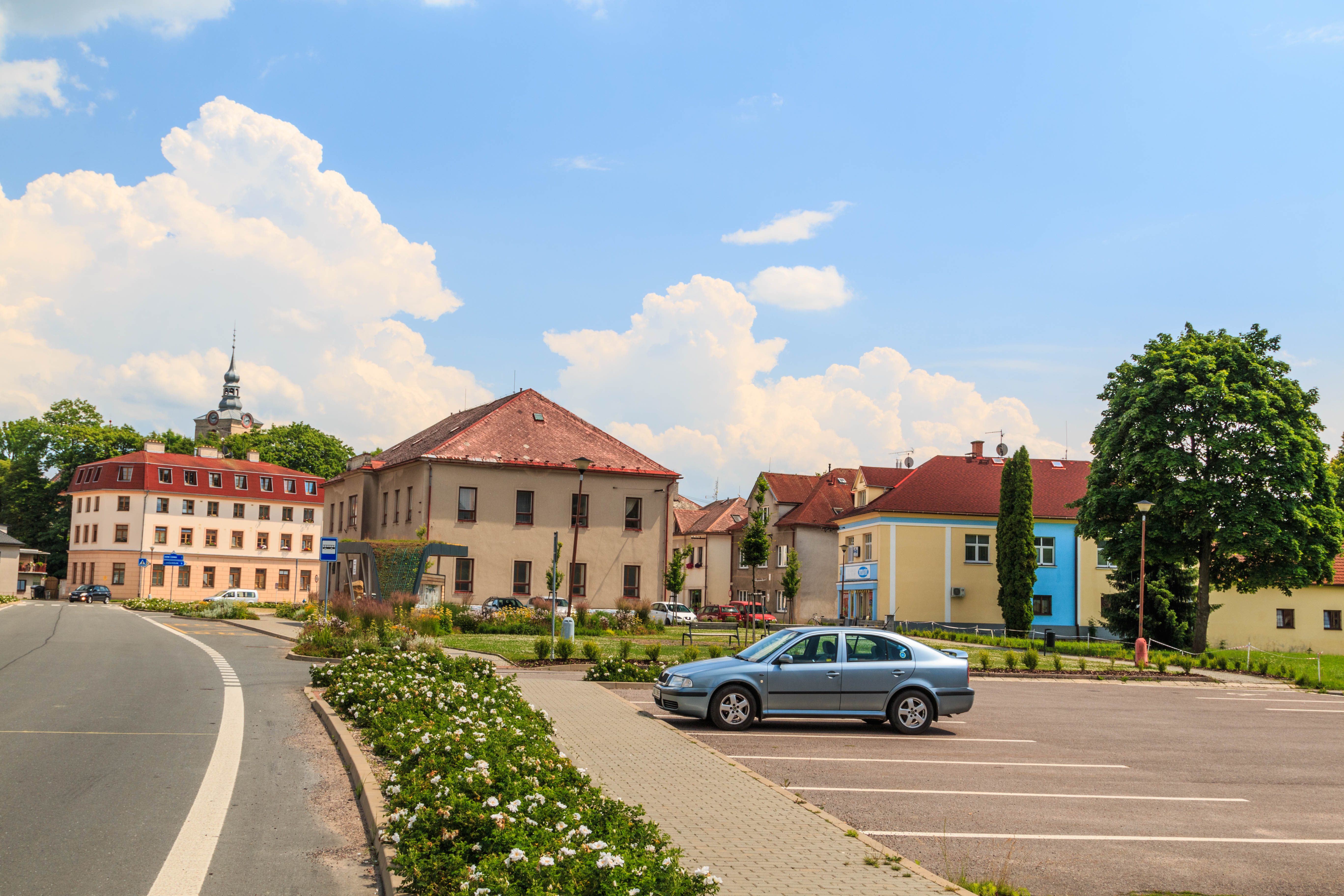
Dolní Čermná

1304 wurde das Dorf erstmals schriftlich erwähnt. Angelegt wurde es vermutlich jedoch schon im 13. Jahrhundert unter der Herrschaft des Königs Ottokar II. Přemysl, als dieser die Grenzgebiete kolonisieren ließ. Am 21. Mai 1304 übergab König Wenzel II. die Ländereien an das Kloster in Königsaal, darunter auch den Ort Rottenwasser (tschechisch Čermná). 1358 erfolgte die Übergabe an das Erzbistum Leitomischl, das Dorf nannte sich damals Rufa Aqua.
Nach den Hussitenkriegen übernahmen die Herren Kostka von Postupice das Anwesen und ließen 1450 den 60 Hektar großen Teich anlegen. 1507 gehörte Čermná dem Geschlecht Pernstein, die es 1588 an Adam Hrzan von Harasov verkauften. Nach dessen Tod erbten seine Söhne die Besitztümer, fielen jedoch in den Verdacht, am Standesaufstand teilgenommen zu haben, und bevor das Vermögen beschlagnahmt wurde, verkauften sie es an die Herren von Liechtenstein, die es bis zum Revolutionsjahr 1848 behielten. 1873 wurde Čermná zum Marktflecken erhoben, damals wohnten hier 3.100 Einwohner. 1936 wurde das Dorf in das evangelische Obere Čermná und das katholische Untere Čermná aufgeteilt. Obwohl in den Dörfern kaum deutsche Einwohner lebten, wurde es dem Sudetenland zugeschlagen. In den 1960er-Jahren wurde die Siedlung Jakubovice eingemeindet. Seit dem 17. September 2009 besitzt Dolní Čermná den Status eines Městys.

## Ortsteile
- Jakubovice

## Sehenswürdigkeiten
- Teich (angelegt im 15. Jahrhundert)
- Katholische Kirche des Hl. Georg (1687–1690)
- Barockkapelle der Hl. Barbara (1742)
- Alte Brücke (1308)

## Söhne und Töchter der Gemeinde
- Jindřich Štyrský (1899–1942), Maler, Photograph, Grafiker, Dichter, Vertreter des Surrealismus und Kunsttheoretiker
- Čeněk Junek (1894–1928), Bankier und Automobilrennfahrer